# روبن یسائیان
روبن یسائیان (ارمنی: Ռուբեն Թադևոսի Եսայան؛ زادهٔ ۲۴ نوامبر ۱۹۴۶) خلبان آزمایش اهل ارمنستان-روسیه است.
وی برندهٔ جوایزی همچون قهرمان فدراسیون روسیه شده‌است.
وی هواگردهای بسیاری از جمله توپولف-۳۳۴، توپولف-۱۵۴، ایلیوشین ایل-۷۶، ایلیوشین-۹۶ و ایلیوشین-۱۱۴ را تست نموده‌است.